# Elena Gnesina
Elena Fabianovna Gnesina listenⓘ (a veces transcrita Gnessina) (rusa Елена Фабиановна Гнесина) (Rostov del Don, 30 de mayo de 1874-Moscú, 4 de junio de 1967) fue una pianista, compositora y educadora musical rusa soviética.

## Trayectoria
Gnesina nació en Rostov del Don, hija de Bella Isaevna (de soltera Fletzinger), cantante y pianista que había estudiado con Stanisław Moniuszkoy del rabino Fabian Osipovich Gnesin (m.1891), hermana del compositor Mikhail Gnesin. Estudió piano en el Conservatorio de Moscú con Vasily Safonov. También recibió lecciones de Ferruccio Busoni y Sergei Taneev. Se graduó en 1893. En 1895 fundó, con sus hermanas Evgenia y María, una escuela de música privada en Moscú, que en 1926 se convirtió en el Escuela Estatal de Música Gnessin. Entre sus alumnos se encontraban el pianista Lev Oborin y el compositor Aram Khachaturian. Entre los profesores de la escuela se encontraban Mikhail Gnesin y Alexander Gretchaninov. Siguió siendo administradora principal de la Escuela hasta su muerte.
Entre sus composiciones se encuentran estudios para piano y obras para niños, y libros de texto sobre música.
El apartamento de Gnesina, en ul. Povarskaya 30/36, Moscú, se mantiene como museo en su memoria. Murió en Moscú en 1967 y está enterrada en el cementerio Novodevichy.

## Premios y reconocimientos
Gnesina recibió numerosos premios estatales, incluidas dos Órdenes de Lenin y el reconocimiento como Artista de Honor de la RSFSR (1935).

## Obras

### Manuales
- The Piano ABC.[4] Creado a principios del siglo XX
- Ja privykla dolgo zhit. Vospominanija, stati, pisma, vystuplenija.

### Partituras
- Miniatures (Miniaturas).[5] Año de creación 1926.
- Preparatory Exercises to Various Types of Piano Technique.
- Piano Pieces and Exercises for Beginners.[6]